# Grønhøj Kro
Grønhøj Kro er en dansk landevejskro midt i landsbyen Grønhøj i Viborg Kommune. Kroen blev kongelig privilegeret landevejskro i 1848 og har siden fungeret som kro.
Til kroen hører et egnsmuseum og landets første og eneste Morten Korch-museum.
Den gulpudsede krobygning med stråtag blev opført i 1846, og den tilstødende rejselade kom til i 1903. Begge bygninger blev fredet i maj 1954.
Kroejer Gregers Laigaard er femte generation på kroen, som hans tipoldefar Jens Jørgensen købte i 1864.

## Dom for brug af kongekrone
I marts 2015 blev Gregers Laigaard meldt til politiet af Rigsarkivet, da han efter et påbud nægtede at fjerne den lukkede kongekrone fra kroen og i markedsføringen. Grønhøj Kro og mange andre tidligere privilegerede kroer havde i over 100 år fortsat kaldt sig kongelig privilegeret og brugt den lukkede krone, selv om den officielle titel forsvandt 10. maj 1912, da beværterloven blev ændret. Gregers Laigaard blev i december 2015 ved retten i Viborg idømt en bøde på 3.000 kr. og fik krav om at fjerne kongekronen fra kroens hjemmeside og fra en sten foran kroen.